# Lijst van grietmannen van Utingeradeel
Dit is een lijst van grietmannen van de voormalige Nederlandse grietenij Utingeradeel in de provincie Friesland tot de invoering van de gemeentewet in 1851.
| Ambtsperiode        | Naam grietman                                             | Leven     | Bijzonderheden |
| ------------------- | --------------------------------------------------------- | --------- | --- |
| (1425)              | Uteka Bauwenga                                            |           | Vermeld als grietman van Wobbingabrugge. |
| (1453)              | Thiart (Tjaard) Andringa                                  |           | |
| (1509)              | Tjaard van Andringa                                       |           | |
| (1512)              | Epo van Douma                                             | †1516?    | |
| (1525)              | Dirck Freerksz                                            |           | |
| (1542)              | Jelmer Edis                                               |           | |
| (1545)              | Jorrit van Andringa                                       |           | |
| (1546)              | Gabbe van Andringa                                        |           | |
| 1550 - 1575         | Andries Grijph                                            |           | |
| 1575 - 1578         | Ofke Grijph                                               | †1580     | Zoon van voorgaande. In 1574 tot substituut aangewezen tijdens gevangenschap van zijn vader. Gesneuveld in de slag op de Hardenbergerheide. |
| 1578 - 1601         | Feijcke Tetmans of Tatmans                                | 1538-1601 | |
| 1601 - 1612         | Jelle van Andringa                                        | †1612     | |
| 1613 - 1619         | Tinco van Andringa                                        | †1619     | Zoon van voorgaande |
| 1619 - 1640         | Tiberius van Oenema                                       | †1640     | |
| 1622                | Baerte Tiedsz of Tjeerds                                  |           | |
| 1640 - 1670         | Regnerus van Andringa                                     | 1612-1671 | Zoon van Tinco van Andringa |
| 1670 - 1682         | Lubbartus van Andringa                                    | 1656-1682 | Zoon van voorgaande |
| 1683 - 1689         | Hessel Vegelin van Claerbergen                            | 1655-1715 | 1689 grietman van Haskerland |
| 1689 - 1751         | Frederik van Sminia                                       | 1664-1751 | |
| 1752 - 1757         | Regnerus Lycklama à Nijeholt                              | †1757     | |
| 1757 - 1762         | Tinco Lycklama à Nijeholt                                 | 1696-1762 | Broer van voorgaande |
| 1762 - 1789         | Augustinus Lycklama à Nijeholt                            | 1742-1789 | Zoon van voorgaande |
| 1790 - 1795         | Tinco Martinus Lycklama à Nijeholt                        | 1766-1844 | Zoon van voorgaande |
| 1795 - 1811         |                                                           |           | Geen grietman wegens de Franse tijd |
| 1811 - 1816         | jhr. (1814) Philip Ernst Assuërus Vegilin van Claerbergen | 1781-1851 | maire, werd 1816 lid van gedeputeerde staten                                                                                                |
| jhr.mr. 1816 - 1828 | Augustinus Georg Lycklama à Nijeholt                      | 1794-1828 | Zoon van Tinco Martinus |
| jhr. 1830 - 1851    | Wilco Holdinga Lycklama à Nijeholt                        | 1801-1872 | Broer van voorgaande |